# エマーソン・ムナンガグワの政治的立場
エマーソン・ムナンガグワの政治的立場では、エマーソン・ムナンガグワが行った政策や政治的立場について記述する。

## 2017年のクーデター
ムナンガグワは当初、ジンバブエの独裁者ロバート・ムガベと友人の仲であったが、やがて両者の関係は悪化する。ムガベ政権時、ジンバブエは通貨の価値が暴落、ハイパーインフレを引き起こしインフレ率は天文学的数字を叩き出すなど、ジンバブエの地は荒廃した。また汚職腐敗が横行し、処女との性行為を強要されるフェイクニュースが飛び交いエイズの蔓延がさらに深刻化するなど、経済だけでなく社会全体が歪になりつつあった。
こうした中、ジンバブエ国防軍によるクーデターが発生。ZANU-PFの党首でもあったムガベは党首の座を解任され、無理やりという形でムナンガグワを後継の大統領に選出した。ムガベという一人の独裁者の突然の終焉によって一時期は混乱したが、やがてムナンガグワ側が優勢に。ムガベはシンガポールに亡命し、95歳で死去した。

## 大統領（2017～）
ムナンガグワはハラレにて「建国の父」としてムガベを称賛。ムガベ派への配慮を見せた上、「新たな民主主義が生まれつつある」とも発言した。しかしながらムナンガグワはムガベ同様の独裁的な統治手法を取る人物であり、「新たな民主主義」が生まれるかは微妙である。

## 外交戦略
反米・反帝国主義路線を推し出したムガベだが、ムナンガグワも外交政策において反米の姿勢は相変わらずである。2022年のウクライナ侵攻ではロシア側の立場を取り、また称賛も行った。一方、新冷戦における西側諸国との関係を改善したいというムナンガグワの思惑もある。
2023年ロシア・アフリカサミットに出席した。サミットでムナンガグワは、ここでも親露寄りの言動を行いウクライナ侵攻の支持も表明している。

## 暗殺未遂
2018年、ブラワヨで演説し民衆からの拍手喝采を呼ぶ中、手榴弾がムナンガグワに投げられ暗殺未遂が発生した。ムナンガグワは無傷で脱出したものの、数人のZANU-PFメンバーが負傷。副大統領であるコンスタンティーノ・チウェンガもこの事件で負傷している。

## 燃料引き上げ
2019年1月、燃料費の引き上げを宣言。これに対し労働組合や学生などがハラレで非暴力・不服従という形で全国的な抗議に発展した。

## 経済政策においての主張
国の資源はジンバブエ国防軍によって保護や国有化されるべきと主張している。また反インド主義者でもあり、ジンバブエ政府による広範囲にわたる経済的に誤った管理の中で、ムナンガグワはジンバブエに住むインド人に基本的な品物を買いだめしたとして非難し、彼らの財産を押収すると脅迫した。

## 縁故主義
2023年9月12日、ムナンガグワは息子と甥を経済副大臣に、観光担当副大臣に任命する新たな閣僚案を提示。権力世襲の疑惑が浮上した。